# A.S. Ørsted (botaniker)
 Der er flere personer med dette navn, se Anders Sandøe Ørsted.
Anders Sandøe Ørsted (født 21. juni 1816 i Rudkøbing, død 3. september 1872 i København) var en dansk botaniker, brodersøn til A.S. Ørsted. Forældrene var købmand Jacob Albert Ørsted (1780 – 1829) og hustru Petronelle Catherine Bang (1781 – 1845).

## Fladormeforskning
Ørsted kom i 1820 i huset hos farbroren A.S. Ørsted, der tog sig af ham som sit eget barn. I 1835 blev han student fra Borgerdydskolen, i 1836 tog han filosofikum og blev derefter naturhistorielærer, i 1837 ved Borgerdydskolen og i 1839 ved Metropolitanskolen. I 1839 udgav han en stor bog med titlen: Planterigets Naturhistorie, nærmest til Brug ved Undervisningen i Realskoler og til Selvstudium, et umodent kompilationsarbejde, der blev meget skarpt kritiseret af den lidt ældre Salomon Drejer; dette medførte en polemik i aviserne, og bogen var dødfødt. Tidlig begyndte han zoologiske og botaniske studier på naturhistoriske ekskursioner, til dels ledsaget af tegneren Johan Christian Thornam. I begyndelsen af 40’erne udfoldede han en livlig zoologisk virksomhed; han vandt i 1841 universitetets guldmedalje for en afhandling om Danmarks ledorme og fik i 1843 og i 1844 trykt nogle arbejder om Grønlands ledorme og om fladormene, hvorved viden om vor fauna blev udvidet betydeligt et vendepunkt i fladormeforskningens historie. I 1844 disputerede han for magistergraden med en afhandling De regionibus marinis, en naturhistorisk monografi af Øresund, hvori han søger at finde de ydre kår, der betinger planters og dyrs fordeling i havene, hvilke for planternes vedkommende skulle være den forskel i dybde, til hvilken lysets forskellige farver trænger ned. Skønt hans kombinationer var urigtige, var tanken dog rigtig og har givet anledning til andre undersøgelser.

## Udenlandske studier
I 1845 fortog han en flerårig rejse til Vestindien og Centralamerika, blandt andet med zoologiske studier for øje, idet han ansøgte Videnskabernes Selskab om midler til at anskaffe et redskab, hvormed han kunne skrabe dyr på indtil 1000 favne (1883 meter) dybde, og han hjembragte også rige samlinger og mange tegninger af lavere havdyr. Disse samlinger bearbejdedes kun for en ringe del af ham selv, og skønt "hans Debut som Zoolog var ganske vellykket", opgav han dog snart helt de zoologiske studier, og efter 1850 har han næppe fortsat dem.
Den nævnte rejse varede til 1848. Først opholdt han sig et år på de dansk-vestindiske øer; i april 1846 rejste han til Jamaica, hvor han blev i 6 uger, og til hvis højeste bjerge han gjorde en ekskursion; de sidste to år gik med rejser i de sydligste af de mellemamerikanske stater, Nicaragua og Costa Rica, som han gennemkrydsede lige til det stille hav, og af hvis mange vulkaner han besteg en del, blandt andet det 3432 m høje Irazú; efter Alexander von Humboldts og Joakim Frederik Schouws forbilleder studerede han deres regionale plantefordeling.

## Planktonforskning
Foruden det nævnte, bar rejsen frugt i form af blandt andet en i 1849 publiceret lille afhandling om en hidtil ukendt, almindelig udbredning af mikroskopiske Planter i Verdenshavet. Han havde nemlig fundet dette fuldt af små alger og drog heraf den slutning, at det samme måtte være tilfældet overalt, og at heri var løsningen givet af den gåde, hvorfra havets dyr til syvende og sidst fik deres føde. Den norske botaniker, N. Wille, siger i 1904 herom, at disse anskuelser "vare forbavsende skarpsindige, for hin Tid næsten profetiske". Sagen blev dog i Danmark modtaget med skepsis; dog var det den moderne planktonforsknings vigtigste resultat, som her var fundet. Foruden nogle gode populære skildringer og bidrag til Bergsøes Danske Statistik, om de danske vestindiske øer, må fremhæves, at det indsamlede, meget store herbariemateriale gav stof til en række systematiske og floristiske arbejder, dels (navnlig i 1850’erne) af Ørsted selv, dels af udenlandske botanikere. Hans plan var at udgive en Flora centroamericana tillige med en naturhistorisk skildring af landet, men dette nåedes ikke, og store dele af samlingerne ligger endnu ubearbejdede. En del af dette påtænkte værk er det store og smukt udstyrede L’Amérique centrale, af hvilket kun et hæfte udkom i 1863.
I slutningen af 1850’erne føres Ørsted ind på andre studier, vistnok ved den universitetsvirksomhed, som åbnede sig for ham. Da Frederik Liebmann døde i 1856, blev hans mange opgaver delte. Som direktør for Botanisk Have konstitueredes J.M.C. Lange, og professoratet i botanik blev også foreløbig ubesat; men Ørsted, til hvis evner man synes at have næret en vis mistillid, fik overdraget at holde botaniske forelæsninger for medicinstuderende. I 1858 blev han docent, i 1860 titulær professor og i 1862 professor ordinarius i botanik. Hans forelæsninger var grundige, men uden liv, og der var intet opflammende ved hans undervisning. Som grundlag for den udgav han i 1862 Erindringsord til Forelæsninger .... nærmest m. H. t. Lægeplanter.

## Mykologi og morfologi
I det næste tiår, 60’erne, ser man ham sysle med mykologi og morfologi, foruden med systematik. I sidstnævnte henseende må fremhæves, at han blev opfordret til at udgive Liebmanns efterladte værk om Amerikas ege, og i 1868 udkom dette folioværk med 57 tavler, forøget med en mængde analyser af Ørsted. Dette førte ham videre i studiet af egene, og kort før hans død udkom et andet stort arbejde, Egefamilien i Fortid og Nutid, i hvilket han også søger anatomiske karakterer i systematikken og bebuder en oversigt over de fossile former, som han i sin sidste levetid studerede blandt andet på grønlandske forsteninger. I dette arbejde er indflettet en plantegeografisk oversigt over Danmark.

## Plantesygdomme
Over svampe og plantesygdomme foreligger der fra dette årti en række arbejder, både populære og videnskabelige, og en bog, Løvsporeplanterne, der gav en kort, ret lærerig oversigt over disse planters morfologi og systematik. I 1865 lykkedes det ham at gøre en vigtig opdagelse, idet han ved dyrkningsforsøg beviste, at skålrust på træer af kernefrugtfamilien kun er en form af en anden svamp, der lever på arter af cypresfamilien; dette var ganske uafhængigt af Anton de Bary, der samtidig påviste det parallelle forhold mellem berberisrust og græsrust; ved disse to undersøgelser grundlagdes læren om værtskifte hos svampene. Svampeundersøgelserne bragte ham i forbindelse med det praktiske livs opgaver, kulturplanternes sygdomme. Også en anden side af disse fangede hans interesse, nemlig spørgsmålet om skovdyrkning på hederne og plantning af fremmede træer i Danmark. I nogle år var han lærer for forsteleverne. Til denne interesse knytter sig den ufuldendte bog med den noget misvisende titel Frilandstrævæxten i Danmark (1864-67). Endelig kan af morfologiske arbejder nævnes hans studier over dværggrene og en række afhandlinger om nåletræerne og cykadeerne fra 1860 af.

## Strid og polemik
Midt i 60’erne begyndte en pinlig tid for ham. Hans svampestudier blev en slags anledning til en uhyggelig og personlig strid med Rudolph Bergh, der begyndte i 1865 i Hospitalstidende, derfra bredte den sig til aviserne og retten, i det den satte en mængde, navnlig yngre naturhistorikere i lidenskabelig bevægelse; til sidst endte den i 1869 med en voldgiftskendelse af Fenger. Et fejltrin af Ørsted i 1856 blev her pustet op til en aldeles ufortjent størrelse. Dernæst angreb P. Heiberg i 1867 hans arbejder over de nøgenfrøede og påviste en del uklare punkter, hvilket fremkaldte en polemik også med ham. Endelig tog en ny, ret personlig polemik sin begyndelse i 1870, i det Dybdahl, Ferdinand Didrichsen og pseudonymet "C. Rasmussen" i en række artikler i Havetidende angreb en plan til den nye botaniske have, som Ørsted i egenskab af komitémedlem var far til.
Ørsted døde efter kort sygdom 3. september 1872, kun 56 år gammel. Han var ikke noget skarpt hoved; men han var en kundskabsrig og meget flittig forsker, der levede sit liv i stille arbejdsomhed, og som med stor elskværdighed tog sig af og vejledede de yngre. Ydede han end ikke noget meget fremragende, var han dog langtfra en så ringe videnskabsmand og lærer, som hans modstandere påstod i den uhyggelige stridens tid, der karakteriserede den naturhistoriske, særlig den zoologiske verden omkring 1870, og som forbitrede også ham livet. I december 1865 blev han medlem af det kongelige danske Videnskabernes Selskab.
Han blev 3. august 1858 gift med Frederikke Christiane Gebhard (født 19. april 1838), datter af distriktskirurg Friedrich Christian Gebhard på Langeland.